# Porto Viro
Porto Viro település Olaszországban, Veneto régióban, Rovigo megyében. Lakosainak száma 13 731 fő (2023. január 1.). Porto Viro Porto Tolle, Rosolina, Loreo és Taglio di Po községekkel határos.

## Népesség
A település lakossága az elmúlt években az alábbi módon változott:
| Lakosok száma | 14 405 | 14 298 | 13 731 |
|               | 2017   | 2018   | 2023   |